# Boycott des Jeux olympiques d'hiver de 2022

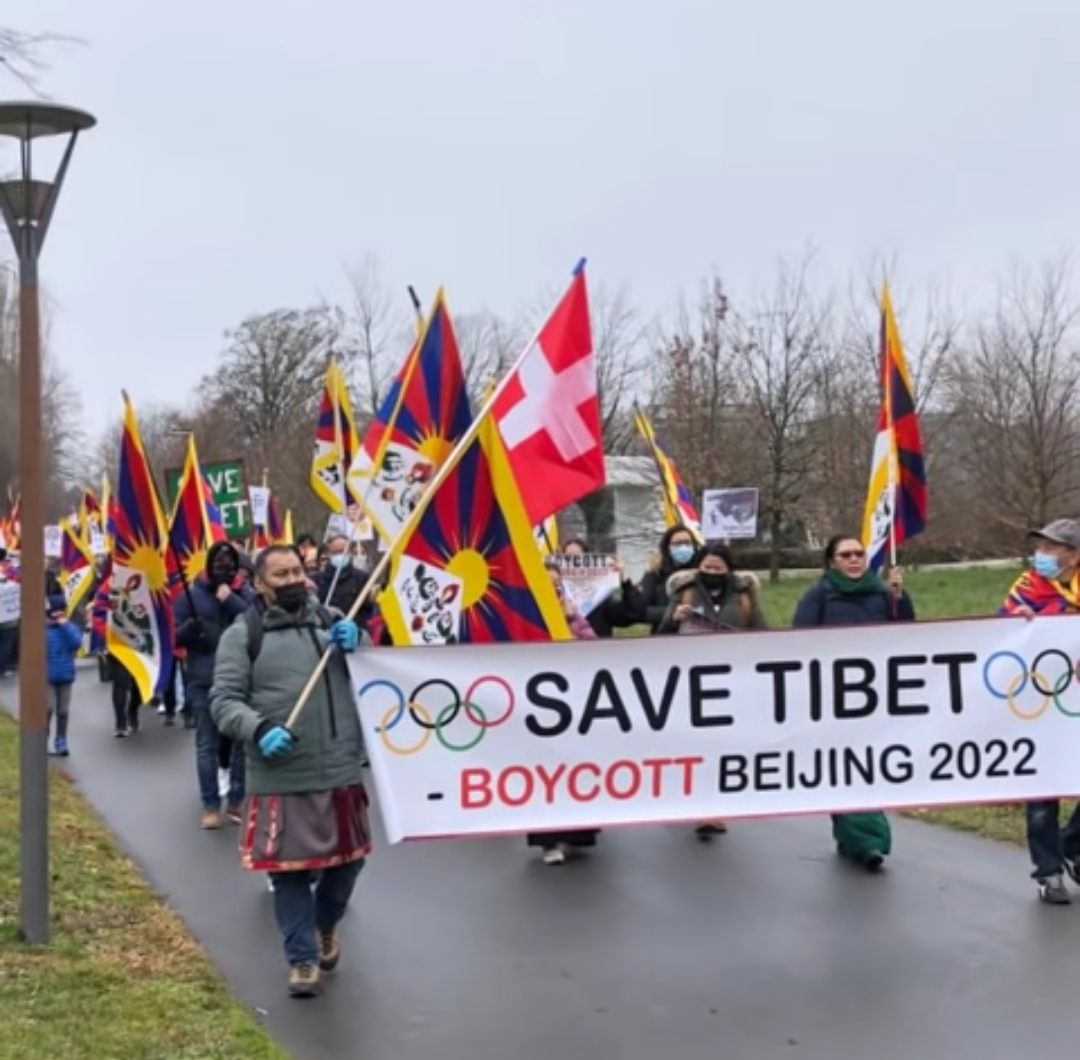
Manifestation appelant au boycott des jeux olympiques, devant le siège du Comité international olympique.

Un boycott diplomatique des Jeux olympiques d'hiver de 2022 à Pékin a été envisagé au cours de l'année 2021 par nombreux États et personnalités. 

## Description
Les allégations de violations des droits de l'homme à l'encontre de la République populaire de Chine s'étant multipliées, concernant notamment le présumé génocide des Ouïghours, la disparition de la joueuse de tennis Peng Shuai, l'incarcération de Zhang Zhan ou encore la crise hongkongaise, un boycott diplomatique est envisagé ; dans les faits, aucun représentant du gouvernement ne se rendrait sur place même si  des athlètes en compétition seraient présents.
Dès juillet 2021, le Parlement européen avait envisagé de proposer à l'Union européenne le boycott diplomatique de ces Jeux. En novembre 2021, le président des États-Unis Joe Biden envisage un tel boycott diplomatique. L’Australie déclare attendre d’abord la décision de l'administration Biden tandis que le Canada annonce en débattre avec ses « partenaires les plus proches ».
La Lituanie est le premier pays annonçant officiellement son boycott diplomatique le 3 décembre.
Le 6 décembre 2021, la Maison-Blanche annonce le boycott diplomatique des États-Unis. L'Australie suit alors la position américaine, ainsi que la Nouvelle-Zélande, le Royaume-Uni et le Canada.
Le président français Emmanuel Macron, dont le pays organisera les prochains Jeux olympiques en 2024 rejette quant à lui un boycott diplomatique « tout petit et symbolique ». La France organisant les Jeux olympiques d'été de 2024 ne veut pas prendre le risque d'un boycott en réponse de la Chine
L'Inde, qui a annoncé ne pas souhaiter boycotter les Jeux, décide finalement un boycott diplomatique, estimant « regrettable » la politisation des Jeux olympiques par la Chine qui a choisi en tant que relayeur de la torche le colonel Qi Fabao, un soldat impliqué dans le combat de la vallée de Galwan où un affrontement frontalier contre l'Armée populaire de libération a entraîné la perte de 20 soldats indiens et des affrontements le long de la ligne de contrôle réel dans l'Arunachal Pradesh.  